# Karol Irzykowski
Karol Franciszek Irzykowski h. Ostoja (ur. 23 stycznia 1873 w Błażkowej, zm. 2 listopada 1944 w Żyrardowie) – polski krytyk literacki, filmowy i teatralny, poeta, prozaik, dramaturg, teoretyk filmu, tłumacz, szachista.

## Życiorys

### Wczesne lata (Błażkowa, 1873–1881)

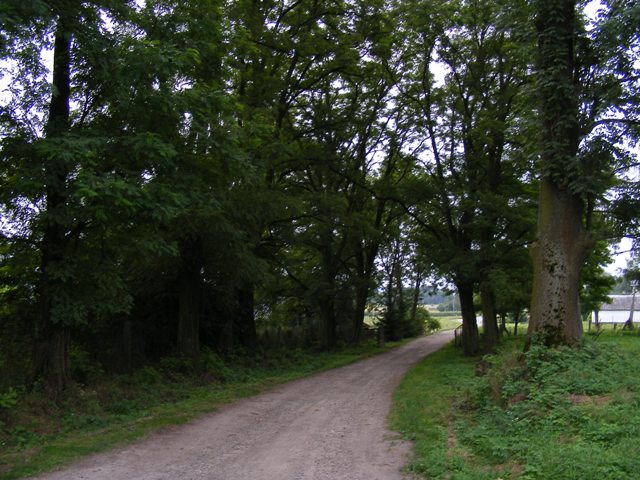
Aleja w Jasionach, w dawnym majątku Irzykowskich (2008)

Karol Franciszek Irzykowski urodził się 23 stycznia 1873 roku w Błażkowej, w folwarku Jasiony (obocznie Jesiony lub Józefówka), który został odziedziczony przez ojca Karola. Rodzicami Irzykowskiego byli Czesław Irzykowski (ok. 1844–1908) oraz Julianna z Ławrowskich Irzykowska (1850–1923), córka księdza obrządku greckokatolickiego. Irzykowski pochodził z rodziny szlacheckiej. Ojciec pieczętował się herbem Ostoja, matka zaś Sas. Karol miał starszego brata Alfreda Marię (1871–1923) oraz siostry: Helenę (ur. ok. 1877, zm. po 1940) i Irenę (ur. 1879, zm. ok. 1880). Irzykowski został ochrzczony 4 sierpnia 1873 roku w kościele parafialnym w Brzyskach (jego rodzicami chrzestnymi byli Klemens Pawłowicz, szwagier matki, oraz Ludwina Irzykowska, babka). Ponieważ stan majątkowy Irzykowskich pogarszał się, postanowiono sprzedać Jasiony. Stało się to w roku 1881. Czesław Irzykowski przeprowadził się z synami do matki do Brzeżan, Julianna wraz z Heleną wynajęły mieszkanie we Lwowie (faktycznie doszło do rozpadu małżeństwa). W momencie przenoszenia się do Brzeżan Karol miał 8 lat. Jasiony w pewnym stopniu stały się miejscem akcji powieści Pałuba. Irzykowski planował powrócić po latach do Błażkowej, jednak nigdy nie zrealizował swych marzeń. Po II wojnie światowej dworek został rozebrany. W 2008 roku na jego terenie mieścił się tartak. Pozostały jedynie: aleja, którą powozy zajeżdżały przed ganek, kilka drzew oraz widoki na Liwocz i dolinę Wisłoki.

### Okres brzeżański (1881–1886)
W roku 1881 Irzykowski został zapisany do C. K. Wyższego Gimnazjum w Brzeżanach. Miał wówczas osiem i pół roku i był młodszy od pozostałych kolegów (uczęszczał do klasy ze starszym bratem Alfredem). Z tego powodu na początku Irzykowski miał pewne problemy z nauką, ale wkrótce nadrobił zaległości. W tym okresie wystąpiło u niego jąkanie. Problem ten będzie go prześladował do końca życia. W brzeżańskim gimnazjum Irzykowski zaczął interesować się literaturą. Po raz pierwszy został publicznie pochwalony za dobrze napisane wypracowanie, stworzył dwa dramaty: Dwaj bracia, czyli zemsta i Sobowtór (nie zachowały się), pisał wiersze i rymowane historyjki. Po ukończeniu piątej klasy został przeniesiony do gimnazjum w Złoczowie. Według biografki pisarza, Barbary Winklowej, mogły wchodzić w grę: różnica w poziomie gimnazjów (złoczowskie było lepsze), łatwiejszy dojazd do Lwowa, gdzie mieszkała matka Karola, bądź bliskość wsi Wołczkowce i Mogiłki (własność ojca). W gimnazjum złoczowskim Irzykowski analizował dzieła Homera i Wergiliusza, zapoznał się z Pieśnią o Nibelungach. Na lekcjach religii przeżył też kryzys wiary.

### Okres lwowski
W połowie 1887 roku, po ukończeniu szóstej klasy gimnazjum, Irzykowski przeprowadził się do Lwowa i zamieszkał wraz z matką i siostrą przy placu Św. Jura 5. We wrześniu Karol rozpoczął naukę w siódmej klasie C. K. Lwowskiego Gimnazjum im. Franciszka Józefa. Jednym z jego szkolnych kolegów był późniejszy historyk literatury Wiktor Hahn. W VII klasie gimnazjum Irzykowski zetknął się z literaturą ukraińską, a zwłaszcza z twórczością Iwana Franki. W dwutygodniku „Ruch” przeczytał wówczas baśń Franki W pogoni za biedą (dziesięć lat później zapoznał się z autobiograficznym wstępem Franki Nieco o sobie samym, który stanowił wprowadzenie do Obrazków galicyjskich. W 1897 roku zwierzał się w jednym z listów do Michała Rudnickiego, iż wstęp ów wpłynął na powstanie jego Kuźni bluźnierstw). W tym okresie po raz pierwszy poważnie myślał o tym, by zająć się literaturą i filozofią. W VIII klasie otrzymał nawet od kolegów przezwisko „filozof”. W VIII klasie powstał pierwszy odnotowany wiersz Do poety skierowany do Hieronima Niegłosa (ps. Powstańczyk).
W czerwcu 1889 roku Irzykowski zdał maturę, a w październiku rozpoczął studia germanistyczne na Wydziale Filozoficznym C. K. Uniwersytetu im. Cesarza Franciszka we Lwowie. Został członkiem Czytelni Akademickiej, która mieściła się na Rynku. Na początku studiów zbliżył się do socjalistów, ale po krótkim czasie – jak pisał potem w jednym z listów – rozczarowało go ich zacofanie. W Czytelni Akademickiej nawiązał znajomość z późniejszymi przyjaciółmi – Stanisławem Womelą i Emilem Grossem. Na pierwszym roku studiów zetknął się także z prof. Ryszardem Marią Wernerem, który w dużym stopniu wpłynął na kształtowanie się myśli młodego pisarza. Irzykowski zainteresował się twórczością Grabbego, Kleista, Ludwiga, a przede wszystkim Hebbla. Wszedł w skład Zarządu Kółka Szachowego działającego w ramach Czytelni Akademickiej. Na początku 1891 roku rozpoczął pisanie dziennika, który – z przerwami – prowadził przez całe życie (1891–1897; 1916–1922; 1928–1944). Podczas wakacji po II roku studiów Irzykowski pracował w Brzozowie jako korepetytor synów Eugeniusza Gerarda Festenburga.
Z powodu trudnej sytuacji materialnej studiów nie udało mu się ukończyć, uzyskał jedynie absolutorium. W latach 1894–1895 był zastępcą nauczyciela w szkole gimnazjalnej (uczył niemieckiego), jednak jąkanie utrudniało mu pracę dydaktyczną, z której w końcu musiał zrezygnować. Zajmował się stenografią sprawozdań parlamentarnych i sądowych w sejmie galicyjskim, rozpoczął pracę dziennikarską.

### Okres krakowski
W drugiej połowie 1908 roku Irzykowski przeniósł się do Krakowa, w którym od 1903 roku przebywała jego matka. Początkowo zamieszkał przy ul. Zwierzynieckiej 8. W grudniu tego roku przeprowadził się na ul. Garncarską 1. W Krakowie pracował jako korespondent w Cesarsko-Królewskim Biurze Korespondencyjnym oraz w latach 1910–1917 w redakcji krakowskiej „Nowej Reformy”. W 1910 ożenił się z Marią Gnoińską.

### Okres warszawski
Po I wojnie światowej przeniósł się do Warszawy. Kierował tam biurem stenograficzno-sprawozdawczym Sejmu. Współpracował ze „Skamandrem”, „Wiadomościami Literackimi” (1924–1933), a w latach 1922–1934 – jako recenzent teatralny – z „Robotnikiem” – organem PPS. W latach 1929–1930 współredagował czasopismo „Europa”. Zabierał głos w wielu dyskusjach literackich. Prowadził dział dramatu w „Roczniku Literackim”, współpracował z Polskim Radiem. Od 1933 roku był członkiem Polskiej Akademii Literatury. W latach 1933–1939 współpracował z „Pionem”. Publikował też (do pewnego czasu) w prawicowym piśmie „Prosto z Mostu”. 10 listopada 1933 „za zasługi na polu krytyki literackiej i literatury” został odznaczony przez Prezydenta RP Ignacego Mościckiego Krzyżem Oficerskim Orderu Odrodzenia Polski.

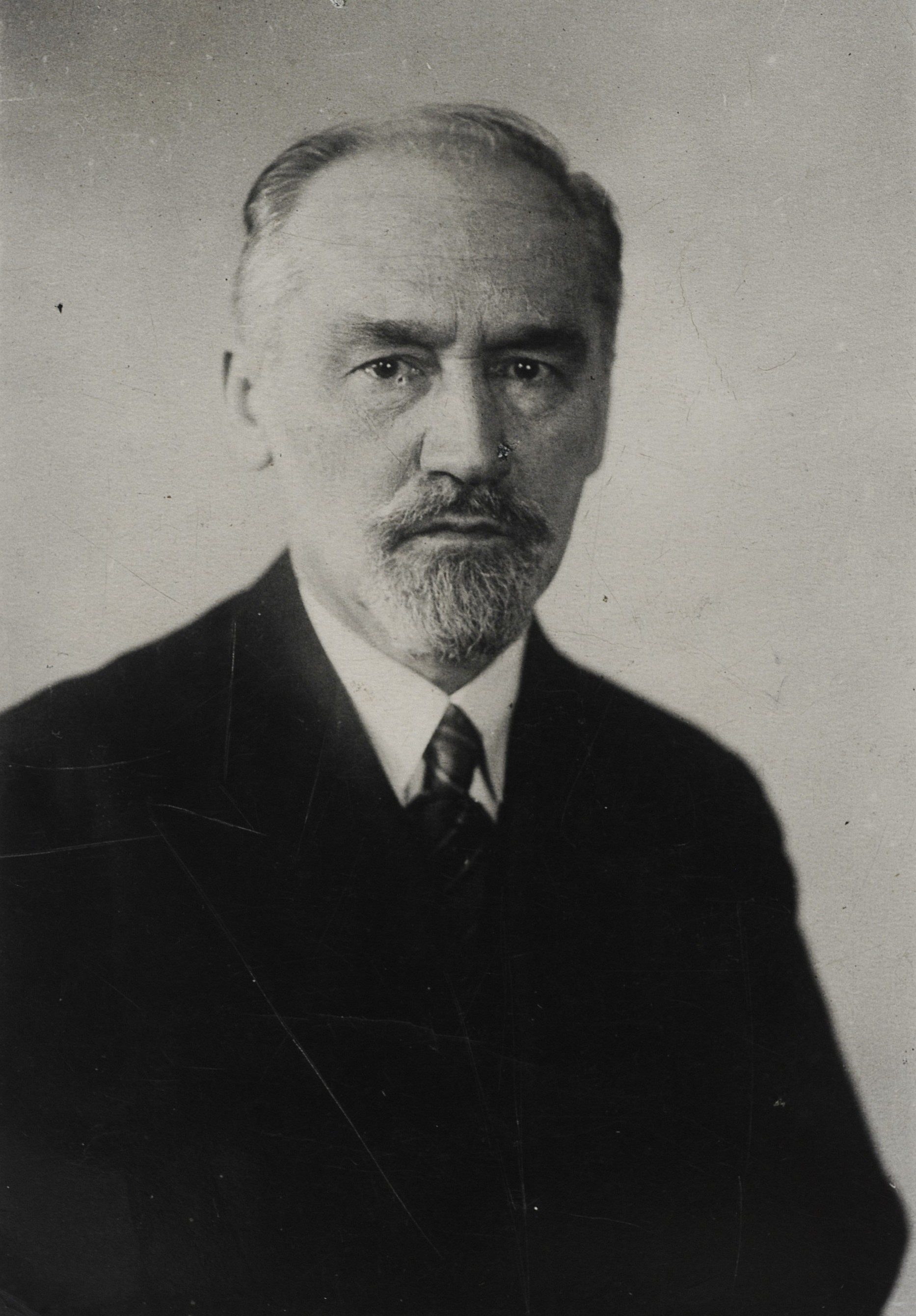
Karol Irzykowski, ok. 1933 roku

### Wojna i okupacja
We wrześniu 1939 roku Irzykowski mieszkał na Kolonii Staszica. W okolicy znajdował się duży kompleks budynków wojskowych. To zapewne przesądziło, iż w przeddzień kapitulacji Warszawy Kolonia została zbombardowana. Mieszkanie pisarza spłonęło doszczętnie. Zniszczeniu uległa wówczas kompletowana przez wiele lat biblioteka. W czasie okupacji niemieckiej Irzykowski utrzymywał się z wykładów stenografii polskiej i niemieckiej, biorąc także udział w podziemnym życiu kulturalnym. Pisał książkę Wyspa (niemal w całości spłonęła w powstaniu warszawskim, ocalały zaledwie fragmenty), w której zamierzał przedstawić swą filozofię klerkizmu. Podczas powstania Kolonię Staszica opanowali żołnierze RONA, którzy dopuszczali się gwałtów i morderstw na ludności cywilnej. Irzykowski niedomagał w tym czasie na serce. Postanowił opuścić mieszkanie przy ul. Filtrowej 75, w którym wówczas przebywał. Został ranny w nogę. Niemieccy żołnierze przenieśli go na Okęcie, a stamtąd trafił do prowizorycznego szpitala w Milanówku, który mieścił się w willi „Perełka”. Następnie przeniesiono go do szpitala w Żyrardowie. Leżał tam w jednej sali z młodymi powstańcami. Okazało się, że rana uległa zakażeniu. Pojawił się też karbunkuł.

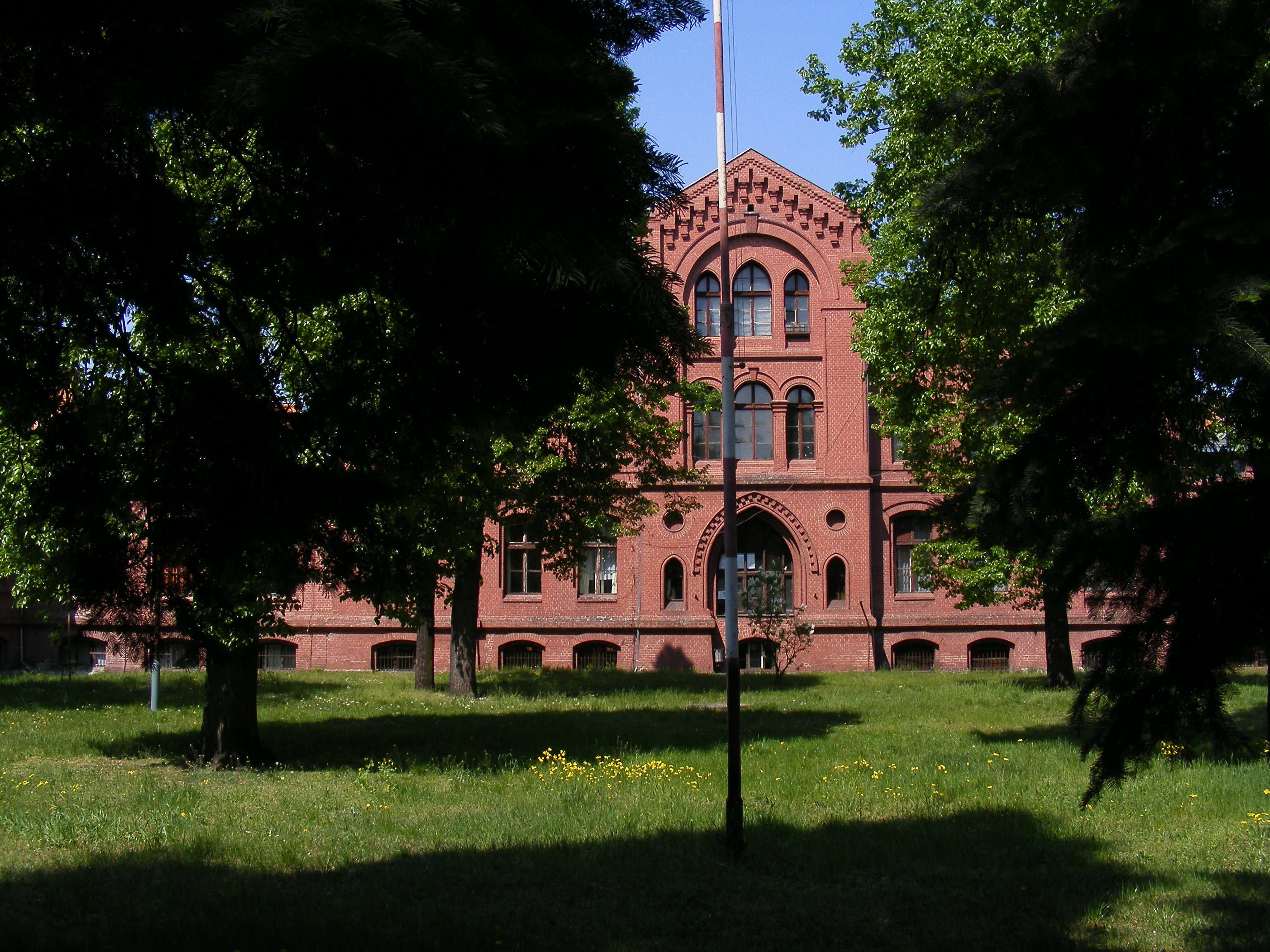
Żyrardowski szpital, w którym zmarł Irzykowski (2009)

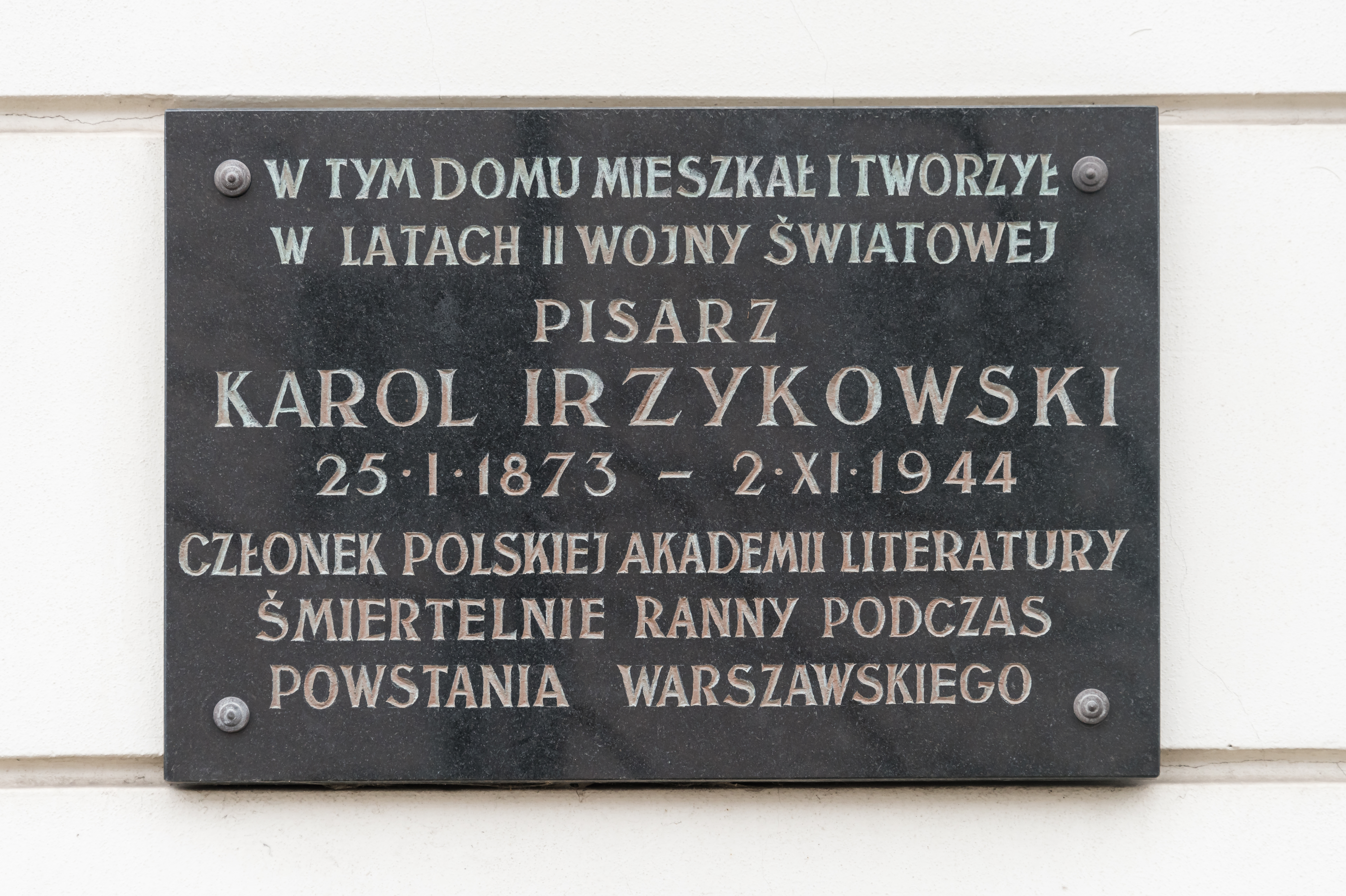
Tablica pamiątkowa na budynku przy ul. Filtrowej 75 w Warszawie, z błędną datą w zapisie dnia urodzenia.

W Żyrardowie w opiekę nad Irzykowskim zaangażował się Paweł Hulka-Laskowski, który dzień po śmierci krytyka pisał do Jarosława Iwaszkiewicza: Wielce Szanowny Panie, piszę do Pana w imieniu córki ś.p. Karola Irzykowskiego, który umarł w szpitalu tutejszym po b. ciężkich cierpieniach spowodowanych złamaniem podudzia i karbunkułem, z którego ropa przedostała się do krwi, powodując zakażenie ogólne. Przed paru tygodniami Irzykowski zwrócił się do mnie, prosząc o pomoc, bo leżał w zaimprowizowanym szpitalu w Milanówku w warunkach opłakanych. Zrobiliśmy, co było w naszej mocy, aby Go ratować, niestety, wszystkie usiłowania lekarzy okazały się daremne. (...) Czy Związek nie mógłby przyjść z pomocą w poniesieniu kosztów pogrzebu zasłużonego Pisarza?.
Zmarł 2 listopada 1944 roku. Pogrzeb odbył się cztery dni później. Rozpoczął się mszą w kościele Matki Bożej Pocieszenia, następnie kondukt przeszedł na żyrardowski cmentarz. Trumna została umieszczona w grobie ziemnym. Po kilku latach, z inicjatywy Związku Literatów Polskich, na grobie ustawiono nagrobek. W 1981 roku, dzięki staraniom córek, prochy pisarza ekshumowano, przeniesiono na cmentarz Rakowicki w Krakowie i złożono w grobie rodzinnym (kwatera XVIII-zach-trzeci po prawej Ippoldów).

## Szachy
Był zapalonym szachistą. Jeden z jego dramatów – Zwycięstwo – rozgrywa się na szachownicy. W latach 1895–1914 należał do czołówki polskich szachistów. Od połowy 1908 roku należał do aktywnych członków Krakowskiego Klubu Szachistów. Jeden z jego esejów z roku 1921 nosi tytuł Futuryzm a szachy, w którym wypowiada wiele oryginalnych poglądów na temat rozwoju szachów. W 1939 roku został wybrany do Rady Naczelnej Polskiego Związku Szachowego. W okresie II wojny światowej współorganizował konspiracyjny turniej szachowy.

## Twórczość
- Zwycięstwo (dramat) (1897)
- Pałuba – powieść (1903)[9]
- Sny Marii Dunin – opowiadanie (1903)[9]
- Nowele (1906)[10]
- Wiersze i dramaty (1907)[11]
- Dobrodziej złodziei. Komedia w 5 aktach (1907) (współautor H. Mohort)
- Fryderyk Hebbel jako poeta konieczności – monografia (1907)[12]
- Lemiesz i szpada przed sądem publicznym – (1908)[13] – w sprawie Stanisława Brzozowskiego (współautor Ostap Ortwin)
- Czyn i słowo – studia literackie (1913)[14]
- Spod ciemnej gwiazdy – nowele (1922)[15]
- Prolegomena do charakterologii – studium psychologiczne (1924)[16]
- Dziesiąta muza – studia na temat filmu (1924)[17]
- Walka o treść – polemika ze Stanisławem Ignacym Witkiewiczem oraz z Awangardą Krakowską (1929)[18]
- Beniaminek. Rzecz o Boyu Żeleńskim – pamflet wymierzony w Tadeusza Boya-Żeleńskiego (1933)[19]
- Słoń wśród porcelany – szkice (Towarzystwo Wydawnicze "Rój" 1934)[20]
- Lżejszy kaliber – szkice (1938)[21]

Pisma zebrane Irzykowskiego, wydane pod redakcją Andrzeja Lama, liczą 19 tomów. Ukazywały się w latach 1976–2001. W ramach tej edycji opublikowano m.in. pisma rozproszone, pisma teatralne, dzienniki oraz spuściznę rękopiśmienną. Edycję uzupełnia trzytomowa monografia Karol Irzykowski. Życie i twórczość – autorstwa Barbary Winklowej.

## Galeria

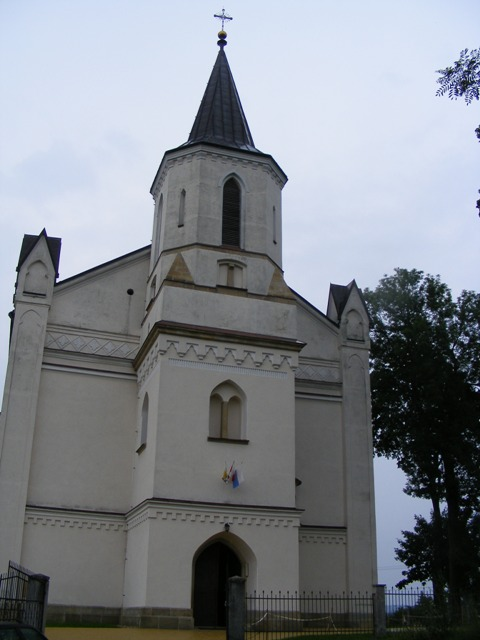
Kościół w Brzyskach, w którym odbył się chrzest Irzykowskiego
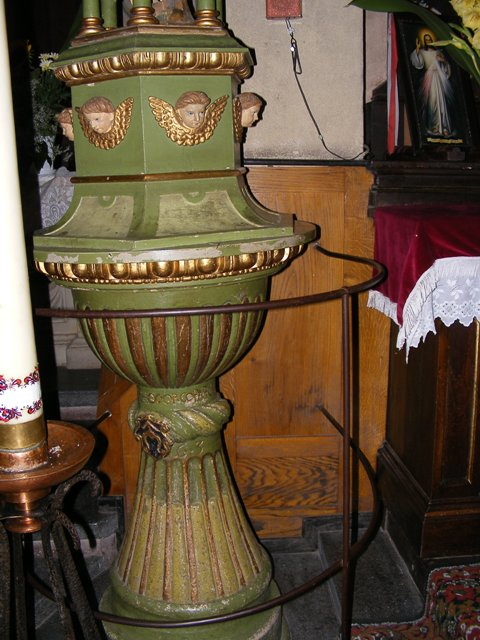
Zabytkowa chrzcielnica w kościele w Brzyskach
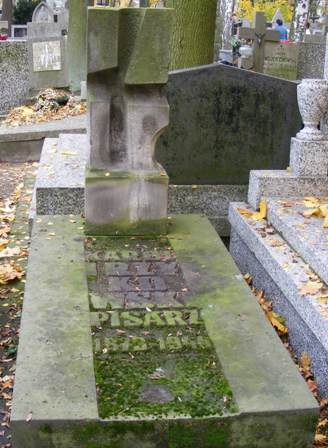
Grób Karola Irzykowskiego na cmentarzu w Żyrardowie
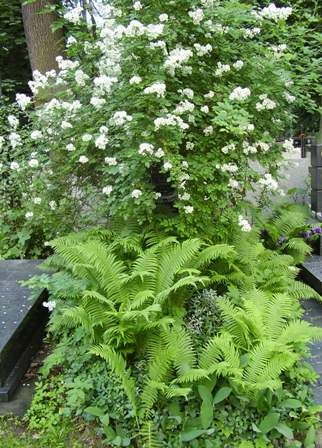
Grób Karola Irzykowskiego na cmentarzu Rakowickim w Krakowie

## Upamiętnienie
W lutym 1980 roku jednej z ulic na terenie obecnej dzielnicy Bemowo w Warszawie nadano imię Karola Irzykowskiego. W latach 90. XX wieku na budynku przy ul. Filtrowej 75, w którym mieszkał w czasie II wojny światowej, umieszczono tablicę pamiątkową.
W 1981 roku powstało, z inicjatywy grupy młodych absolwentów PWSFTviT w Łodzi pod przewodnictwem Janusza Kijowskiego, Studio Filmowe im. Karola Irzykowskiego, które jako samodzielna instytucja działało aż do likwidacji 1 czerwca 2005 r. (połączenie z WF „Czołówka”).